# جواز سفر كولومبي
جواز السفر الكولومبي هو وثيقة السفر التي تصدر لمواطني كولومبيا لغرض السفر الدولي. منذ سبتمبر 2015 يصدر جوازات السفر الإلكتروني.
مواطني كولومبيا لا تحتاجون إلى جواز سفر عند السفر إلى الأرجنتين، بوليفيا، البرازيل، شيلي، إكوادور، باراغواي، بيرو، أوروغواي وفنزويلا فقط يمكنهم استخدام بطاقات الهوية الوطنية.
يمكن إصدار جواز السفر الكولومبي في أي من مكاتب الجوازات التابعة لوزارة الخارجية الكولومبية في 27 محافظة من محافظات البلاد والقنصليات الكولومبية في الخارج. تقدم بطاقة الجنسية (صفراء مع الهولوغرام) وحضور مقدم الطلب إلزامي لأنه تأخذ صورته والتوقيع وبصمات الأصابع في وقت تقديم الطلب. تسلم جوازات السفر حاليًا في غضون 24 ساعة في بوغوتا و48 ساعة عمل في المحافظات و48 إلى 5 أيام عمل في السفارات والقنصليات، حسب المسافة.

## متطلبات التأشيرة
اعتبارًا من 12 يناير 2022 كان يمكن لمواطني كولومبيا دخول 131 دولة وإقليم بدون تأشيرة دخول أو تأشيرة عند الوصول مما جعل جواز السفر الكولومبي في المرتبة 39 من حيث حرية السفر وفقًا لمؤشر هينلي لجوازات السفر.

## انظر أيضًا

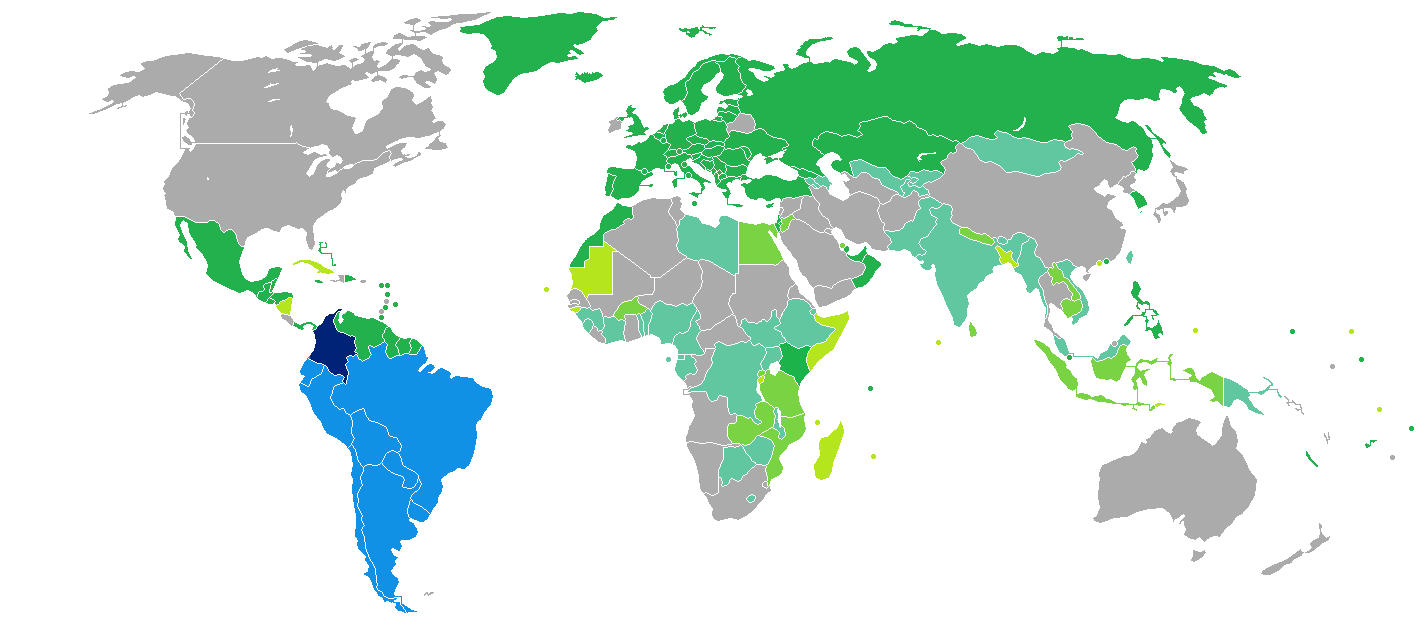
البلدان والأقاليم التي لا تفرض تأشيرة أو تطلب تأشيرة دخول عند الوصول للجهة، لحاملي جوازات السفر الكولومبية العادية.

## روابط خارجية
- Machine-Readable Passport, Conozca el Pasaporte de Lectura Mecanica at Archive.is (نسخة محفوظة July 7, 2011)
- Colombia.com, Guia para los colombianos en el exterior
- pasaporte.gov.co, previous Colombian Passport at Archive.is (نسخة محفوظة November 29, 2012)
- pasaportes.gov.co, current Colombian Passport